# Псалм
Псалмът е религиозно поетично произведение, предназначено за богослужение. Терминът е гръцки по произход и ни препраща към древния струнен музикален инструмент псалтерион, в чиито съпровод са се пеели псалмите. Еврейското наименование на псалма е техилла̀, мн.ч. техиллот, т.е. „възхвала“. Псалтирът в еврейската Библия съответно се нарича Техиллим.
Като форма псалмът е известен най-рано в Близкия изток, като най-големите колекции от псалми, достигнали до нас, са т. нар. Псалми Давидови от Стария Завет. Става въпрос за нееднородна колекция от 150 псалома, част от които може да се отнесат към времето на цар Давид (X в. пр. Хр.). Другата, по-малка част е възникнала вероятно след IX в. пр. Хр. Съществуват и апокрифни т. нар. Псалми Соломонови, които са колекция от 18 псалма възникнала през I в. пр. Хр.
Както показват бележките към Псалми Давидови и Псалми Соломонови, псалмите са се пеели с инструментален съпровод или „а капела“. През вековете почти всички значими композитори, както юдеи, така и християни от различни църкви, са писали музика по текстовете на псалмите.